# Міхешу-де-Кимпіє (комуна)
Міхешу-де-Кимпіє (рум. Miheșu de Câmpie) — комуна у повіті Муреш в Румунії. До складу комуни входять такі села (дані про населення за 2002 рік):
- Бужор (72 особи)
- Гроапа-Редеїй (46 осіб)
- Могоая (20 осіб)
- Міхешу-де-Кимпіє (1514 осіб) — адміністративний центр комуни
- Резоаре (694 особи)
- Чирхагеу (13 осіб)
- Шеуліца (132 особи)
- Штефанка (47 осіб)

Комуна розташована на відстані 291 км на північний захід від Бухареста, 34 км на північний захід від Тиргу-Муреша, 44 км на схід від Клуж-Напоки.

## Населення
За даними перепису населення 2002 року у комуні проживали 2538 осіб.
Національний склад населення комуни:
| Національність | Кількість осіб | Відсоток |
| -------------- | -------------- | -------- |
| румуни         | 2079           | 81,9%    |
| цигани         | 253            | 10,0%    |
| угорці         | 205            | 8,1%     |
| німці          | 1              | < 0,1%   |

Рідною мовою назвали:
| Мова      | Кількість осіб | Відсоток |
| --------- | -------------- | -------- |
| румунська | 2325           | 91,6%    |
| угорська  | 183            | 7,2%     |
| циганська | 29             | 1,1%     |
| німецька  | 1              | < 0,1%   |

Склад населення комуни за віросповіданням:
| Релігія        | Кількість осіб | Відсоток |
| -------------- | -------------- | -------- |
| православні    | 1958           | 77,1%    |
| греко-католики | 197            | 7,8%     |
| реформати      | 174            | 6,9%     |
| баптисти       | 35             | 1,4%     |
| адвентисти     | 34             | 1,3%     |
| бретрени       | 27             | 1,1%     |
| п'ятдесятники  | 26             | 1,0%     |
| римо-католики  | 10             | 0,4%     |
| унітарії       | 2              | 0,1%     |